# فیبی فایلو
فیبی فایلو (انگلیسی: Phoebe Philo؛ زادهٔ ۱ ژانویهٔ ۱۹۷۳) طراح مد اهل بریتانیاست. مجلهٔ تایم در سال ۲۰۱۴ نامش را در فهرست ۱۰۰ زن قدرتمند جهان جای داد.